# 大塚芳満
大塚 芳満（おおつか よしみつ、1925年（大正13年）9月20日 - 1999年（平成11年）8月4日）は日本の実業家。大塚製薬・大塚製薬工場元会長。

## 略歴
1925年（大正13年）9月20日に大塚武三郎の次男として生まれる。1947年（昭和22年）に法政大学経済学部を卒業し、大塚製薬工場に入社する。
1964年（昭和39年）に大塚製薬専務取締役、1987年（昭和62年）に代表取締役会長、1998年（平成10年）に当時の社長・大塚明彦が贈収賄事件で逮捕されたことを受け社長を兼任、1999年（平成11年）1月に会長に就任する。
1999年（平成11年）8月4日に死去、74歳。
国際ゾンタ26地区ガバナーの真鍋洋子は長女で、香川日産自動車元社長の真鍋康彦は娘婿。高松琴平電気鉄道前社長の真鍋康正は孫。

## 人物
薬事功労により1981年（昭和56年）に徳島県知事表彰、1985年（昭和60年）に厚生大臣表彰、1990年（平成2年）に藍綬褒章を受章する。
2001年、製薬業関連分野、スポーツ分野でふるさとに貢献したいとの遺志に基づいて大塚芳満記念財団設立され、徳島県内に在住する医学・歯学・薬学を専攻する有能な学生・大学院生、徳島県内の優秀なスポーツ選手に対して援助等を行っている。

## 参考
- 日本食糧新聞-大塚芳満氏（大塚製薬・会長）死去
- 公益財団法人 大塚芳満記念財団-平成25年度助成応募要領